# Angela Schanelec
Angela Schanelec (14 de fevereiro de 1962) é uma diretora, roteirista e atriz alemã. Associada à Escola de Berlim, seus filmes retratam a Alemanha contemporânea, depois de sua reunificação. Seus filmes Plätze in Städten e Marselha foram exibidos na mostra Un Certain Regard, do Festival de Cannes. Em 2019, no 69º Festival Internacional de Cinema de Berlim recebeu o Urso de Prata pela direção de Eu estava em casa, mas.
Desde a queda do Muro, é constante tanto em obras literárias, quanto cinematográficas alemãs que a ausência, o isolamento ou os problemas de comunicação persigam a trama principal como um fantasma. A partir de uma observação concisa, Schanelec transporta a seus filmes a fragilidade do contemporâneo. Há em seus filmes a inconstância e a solidão, assim as personagens aparecem em trânsito lento, perdidas. É nesse vazio e nesse constante desconforto que moldam seu comportamento.

## Biografia
Entre os anos de 1982 a 1984, estudou teatro na Universidade de Frankfurt de Música e Artes Cênicas (HfMDK). De 1984 a 1991, esteve vinculada ao Schauspielhaus Köln do Teatro Thalia, de Hamburgo. 
Entre 1990 e 1995, estudou direção cinematográfica na Academia de Cinema e Televisão de Berlim (dffb). Durante seus estudos na dffb conheceu Christian Petzold e Thomas Arslan e foi aluna dos "mestres do documentário e filme-ensaio Harun Farocki e Hartmut Bitomsky, que eram professores na instituição. Seu filme Das Glück meiner Schwester foi seu trabalho de conclusão. 
Atualmente é professora de Narrativa Cinematográfica na Universidade de Belas Artes de Hamburgo. 

## Filmografia

### Filmes
| Ano  | Filme                                                                     | Diretora | Roteirista | Atriz               | Outras                |
| ---- | ------------------------------------------------------------------------- | -------- | ---------- | ------------------- | --------------------- |
| 1994 | Ich bin den Sommer über in Berlin geblieben (I stay in Berlin all summer) | Sim      | Sim        | Nadine              |                       |
| 1995 | Das Glück meiner Schwester (My sister's good fortune)                     | Sim      | Sim        | Isabel              | Montadora             |
| 1998 | Plätze in Städten (Places in Cities)                                      | Sim      | Sim        | Não                 | Montadora             |
| 2001 | Mein langsames Leben (A minha vida lenta)                                 | Sim      | Sim        | Ex-esposa de Thomas | Montadora             |
| 2004 | Marseille (Marselha)                                                      | Sim      | Sim        | Não                 |                       |
| 2007 | Nachmittag (Uma tarde qualquer)                                           | Sim      | Sim        | Irene               | Produtora             |
| 2010 | Orly                                                                      | Sim      | Sim        | Não                 |                       |
| 2016 | Der traumhafte Weg (O caminho dos sonhos)                                 | Sim      | Sim        | Não                 | Montadora             |
| 2019 | Ich war zuhause, aber (Eu estava em casa, mas)                            | Sim      | Sim        | Não                 | Produtora e Montadora |
| 2023 | Music                                                                     | Sim      | Sim        |                     |                       |

### Curtas
Em diálogo com O Desprezo, do Godard, Schöne gelbe Farbe, seu segundo curta-metragem, sobrepõe a história de seu insuportável colega de moradia com imagens do apartamento vazio e uma narração que se estendem até a porta fechar como o disparo de um tiro. Em preto-e-branco, Weit entfernt retrata uma conversa telefônica, em que uma amiga desabafa a outra sobre seu sentimento de solidão, afastada das pessoas que ama, deseja apenas uma vez mais ter contato com seus amados. Com excertos dum ensaio de Bohumil Hrabal, Prag, März 92 inicia com um grito: "existe apenas um tempo oficial/there is only one’s own time" enquanto acompanha as ruas vazias de Praga logo após a queda da União Soviética. Ich bin den Sommer über in Berlin geblieben acompanha um casal com dificuldades de confiança e um editor que demanda de uma escritora "mais disposição e abertura para ser compreendida/more willingness to make himself understood".
- Weit entfernt (1991, 9 min)
- Schöne gelbe Farbe, Beautiful yellow color (1991, 5 min)
- Prag, März 92, Prague March '92 (1992, 15 min)
- Über das Entgegenkommen (1992, 4 min)

## Linguagem
O amadurecimento da trama de Schanelec acontece conforme suas estruturas cinematográficas diluem e escondem causas e motivações para os momentos de existência capturados. Fazendo com que a mera palavra dita sirva como aproximação fragmentária de acontecimentos omissos e não recriados pela narração cinematográfica. É assim em Plätze in Städten que sem construir um retrato psicológico ou social da protagonista do filme, Mimi, compõe apenas na parcela final do filme um resíduo de enredo. 
E ainda em A minha vida lenta onde a justaposição de diálogos, com a constante entrada e saída de personagens em diferentes espaços, ocasiona a perda de referências narrativas. E é através da montagem e da orquestração dessas vozes desacordadas que mesmo assim o filme se ramifica e constrói um retrato de um grupo de pessoas. Assim, é através de enquadramentos e de uma montagem que esconde tanto quanto revela, que seus filmes atingem uma tensão propriamente cinematográfica feita de um suspense não narrativo, que decorre do próprio processo perceptivo, retendo coisas que gostaríamos de ver ou saber nos deixando presos entre a expectativa e a frustração. 
Desenhando um cinema que oscila entre uma presença saturada da palavra e um mutismo dos personagens, as palavras são observadas na sua opacidade, tal como os corpos e microações das personagens, através de longas cenas dialogadas. Essa oscilação entre a abundância de informação linguística e a ausência de mudanças visuais reflete num trabalho de experimentação sobre as possibilidades de desdramatização da narrativa cinematográfica e das suas estruturas convencionais.

## Crítica
No lançamento de seu oitavo filme, O caminho dos sonhos, Patrick Holzapfel, do Cineuropa escreve que Angela Schanelec observa as nuances do cotidiano e a pressão do tempo em movimentos episódicos. Regularmente, em seus filmes, passamos um tempo com um grupos de pessoas: em Uma tarde qualquer, inspirada e baseada na peça de Tchekhov, A gaivota, passamos uma tarde com uma família entre seu lago e sua casa; enquanto em Orly, observamos uma série de personagens à espera de seu avião no aeroporto de Orly. A esse tipo de dramaturgia, o cineasta Thom Andersen classificou como 'filmes de passeio e companhia/hanging-out films', porém o proposto por Schanelec não se enquadra ao aconchego e relaxamento. Ao oposto, seus personagens vasculham suas incertezas e dúvidas e o tempo gasto pela diretora nesse modelo de personagem abre a oportunidade de descobrirmos uma esfera pouco vista do cotidiano. A sua direção e roteiro, acrescidas à fotografia de Reinhold Vorschneider, enviam o público a locais onde aparentemente nada acontece e a partir daí, revelam pequenas feridas que eles coletaram por toda uma vida. 
Na retrospectiva sobre o trabalho da diretora alemã, Laura Davis, do British Film Institute, diz que os filmes de Schanelec são construídos envolta de um texto composto de fissuras que permitem as múltiplas interpretações e especulações do público. A recusa da diretora em comentar e conceder interpretações sólidas sobre seu trabalho faz com que seu estilo seja difícil de ser copiado. Assim, nos seus filmes, a tensão fala mais alto que a história.
Como ocorre em todos os filmes de Schanelec, a “ação” real não está no enredo, mas sim em seus modos de representação cinematográfica. Rostos e paisagens urbanas são apresentados em composições luminosas e com tomadas sutilmente enquadradas que deliberadamente ocultam na mesma medida em que revelam. 

## Prêmios e indicações
| Filme                      | Categoria      | Prêmio                                                                  | Ano  | Situação |
| -------------------------- | -------------- | ----------------------------------------------------------------------- | ---- | -------- |
| Das Glück meiner Schwester | Melhor Filme   | Associação Alemã de Críticos de Cinema (Preis der deutschen Filmkritik) | 1996 | Vencedor |
| Plätze in Städten          | Melhor Filme   | Un certain Regard em Cannes                                             | 1998 | Indicado |
| Marselha                   | Melhor Roteiro | Associação Alemã de Críticos de Cinema (Preis der deutschen Filmkritik) | 2004 | Vencedor |
| Marselha                   | Melhor Filme   | Un certain Regard em Cannes                                             | 2004 | Indicado |
| Orly                       | Melhor Filme   | Festival de Cinema Alemão em Ludwigshafen (Filmkunstpreis)              | 2010 | Vencedor |
| O caminho dos Sonhos       | Melhor Filme   | Leopardo de Ouro no Festival de Locarno                                 | 2016 | Indicado |
| O caminho dos Sonhos       | Melhor Filme   | Associação Alemã de Críticos de Cinema (Preis der deutschen Filmkritik) | 2018 | Indicado |
| Eu estava em casa, mas     | Melhor Filme   | Prêmio Zabaltegi-Tabakalera no Festival de San Sebastián                | 2019 | Vencedor |
| Eu estava em casa, mas     | Melhor Filme   | Prêmio Masters do Festival de Toronto (tiff)                            | 2019 | Indicado |
| Eu estava em casa, mas     | Melhor Filme   | Associação Alemã de Críticos de Cinema (Preis der deutschen Filmkritik) | 2019 | Indicado |
| Eu estava em casa, mas     | Melhor Roteiro | Associação Alemã de Críticos de Cinema (Preis der deutschen Filmkritik) | 2019 | Indicado |
| Eu estava em casa, mas     | Melhor Edição  | Associação Alemã de Críticos de Cinema (Preis der deutschen Filmkritik) | 2019 | Indicado |
| Eu estava em casa, mas     | Melhor Filme   | Urso de Ouro no Festival Internacional de Cinema de Berlim              | 2019 | Indicado |
| Eu estava em casa, mas     | Melhor Direção | Urso de Prata no Festival Internacional de Cinema de Berlim             | 2019 | Vencedor |
| Eu estava em casa, mas     | Melhor Filme   | Prêmio Ástor de Ouro no Festival Mar del Plata                          | 2019 | Indicado |
| Eu estava em casa, mas     | Melhor Direção | Prêmio Ástor de Prata no Festival Mar del Plata                         | 2019 | Vencedor |

### Trabalhos
- Dornbusch, Claudia S. «1989 e as consequências: as representações da ausência no cinema pós-muro». Pandaemonium Germanicum (17), 2011.
- Duarte, Susana Nascimento. «Saturação e rarefação da palavra no cinema de Angela Schanelec» (PDF). CCBB: Escola de Berlim, 2013.
- Walter, Janaina Cordeiro. «Entre o invisível e o imaginado» (PDF). Compós, Brasília/DF. Anais XXIV Compós, p. 1-15, 2015.

### Reportagens
- Carlos, Cássio Starling. «'O Caminho dos Sonhos' nos atinge via perda, desconexão e abandono», Folha de S. Paulo, 14 de junho de 2018.
- Davis, Laura. «Where to begin with Angela Schanelec». British Film Institute (em inglês), 18 de fevereiro de 2020.
- Picard, André. «Let's Dance: The Films of Angela Schanelec». TIFF (em inglês), 04 de dezembro de 2019.
- Perrin, David. «Angela Schanelec: Life is Slow» Mubi (em inglês), 28 de abril de 2018.
- Sicinski, Michael. «Angela Schanelec: The Decisive Cut» Mubi (em inglês), 05 de abril de 2018.
- Williams, Blake. «Saying Something: The Films of Angela Schanelec» (em inglês), 2016.
- Schanelec, Angela. «Marseilles Diary» (em inglês), 27 novembro de 2017. Traduzido e publicado por Giovanni Marchini Camia para a quinta edição da Revista Fireflies, em 2017, os Diários foram escritos por Schanelec em 2002 enquanto ela preparava seu filme: Marseille. A versão original, em alemão está disponível aqui.
- Holzapfel, Patrick. «Angela Schanelec, Director». Cineeuropa, 04 de outubro de 2018.

### Entrevistas
- O que se vê quando as pessoas falam? Uma conversa com Angela Schanelec», entrevista por André Dias, publicada no blog “Ainda não começamos a pensar”, em fevereiro de 2008.